# آلخاندرو گرانادوس
آلخاندرو گرانادوس (انگلیسی: Alejandro Granados؛ زادهٔ ۳۰ مهٔ ۲۰۰۶) بازیکن فوتبال اهل اسپانیا است که در حال حاضر برای کلوب ان‌اکس‌تی در پست هافبک بازی می‌کند.
وی همچنین در تیم‌های ملی فوتبال زیر ۱۷ سال، زیر ۱۸ سال و زیر ۱۹ سال اسپانیا بازی کرده است.